# Kozyn (rejon obuchowski)
Kozyn (ukr. Козин) – osiedle typu miejskiego na Ukrainie, w obwodzie kijowskim, w rejonie obuchowskim.
Leży nad rzeką Dniepr i Kozynką, w odległości 25 km od Kijowa i 15 km od Obuchowa.

## Historia
Osada założona w 1000 roku.
Status osiedla typu miejskiego posiada od 1958 roku.
W 1959 liczyło 1586 mieszkańców.
W 1989 liczyło 3528 mieszkańców.
W 2013 liczyło 3269 mieszkańców.